# Пілка Федір Васильович
Пілка Федір Васильович («Зарічний»; 27 листопада 1920, с. Березівка Рогатинського р-ну Івано-Франківської обл. — 12 липня 1945, с. Васючин Рогатинського р-ну Івано-Франківської обл.) — лицар Бронзового хреста бойової заслуги УПА.

## Життєпис
Член ОУН із 1944 р. Закінчив підстаршинську школу УПА. Ройовий самооборонної сотні командира «Коса» (1944), чотовий самооборонної сотні командира «Коса» (09.1944-?). Загинув у бою з облавниками. Відзначений Бронзовим хрестом бойової заслуги (30.11.1949).